# Artenay
Artenay est une commune française située dans le département du Loiret en région Centre-Val de Loire.

## Géographie

### Localisation
La commune d'Artenay se trouve dans le quadrant nord-ouest du département du Loiret, dans la région agricole de la Beauce riche et l'aire urbaine d'Orléans. À vol d'oiseau, elle se situe à 19,8 km  d'Orléans, préfecture du département. La commune fait partie du bassin de vie de Janville dont elle est éloignée de 13,1 km.
Les communes les plus proches sont : Poupry (3,4 km, en Eure-et-Loir), Dambron (3,6 km, en Eure-et-Loir), Bucy-le-Roi (3,7 km), Ruan (5,6 km), Trinay (5,6 km), Chevilly (6 km), Baigneaux (6,9 km, en Eure-et-Loir), Santilly (7,2 km, en Eure-et-Loir), Lion-en-Beauce (7,3 km), Sougy (7,4 km), Lumeau (7,8 km) et Terminiers (10,2 km).
Les communes limitrophes sont Dambron, Chevilly, Poupry, Bucy-le-Roi, Ruan, Sougy et Trinay.

### Lieux-dits et écarts
Autroche, Auvilliers, Herblay, la Noue.

### Géologie et relief

#### Géologie
La commune se situe dans le sud du Bassin parisien, le plus grand des trois bassins sédimentaires français. Cette vaste dépression, occupée dans le passé par des mers peu profondes et des lacs, a été comblée, au fur et à mesure que son socle s’affaissait, par des sables et des argiles, issus de l’érosion des reliefs alentours, ainsi que des calcaires d’origine biologique, formant ainsi une succession de couches géologiques.
Les couches affleurantes sur le territoire communal sont constituées de roches sédimentaires datant du Cénozoïque, l'ère géologique la plus récente sur l'échelle des temps géologiques, débutant il y a 66 millions d'années. Les plus anciennes sont du calcaire de Pithiviers remontant à l’époque Miocène de la période Néogène. Les plus récentes sont des alluvions et colluvions du fond des vallées secondaires remontant à l’époque Holocène de la période Quaternaire. Le descriptif de ces couches est détaillé dans  les feuilles « n°327 - Neuville-aux-Bois » et « n°363 - Orléans » de la carte géologique harmonisée au 1/50 000ème du département du Loiret, et leurs notices associées,.

Carte géologique de la commune

|  | qOE : | Limons et Loess, Quaternaire |

|  | m2MSO : | marnes et sables de l'Orléanais, Burdigalien    |
|  | m2MCO : | marnes et calcaires de l'Orléanais, Burdigalien |
|  | m1MBl : | marne de Blamont, Aquitanien                    |
|  | m1CPi : | calcaire de Pithiviers, Aquitanien              |

#### Relief
La superficie cadastrale de la commune publiée par l’Insee, qui sert de références dans toutes les statistiques, est de 20,50 km2,. La superficie géographique, issue de la BD Topo, composante du Référentiel à grande échelle produit par l'IGN, est quant à elle de 20,42 km2. Son relief est relativement plat puisque la dénivelée maximale atteint 12 m. L'altitude du territoire varie entre 117 m et 129 m.

### Hydrographie

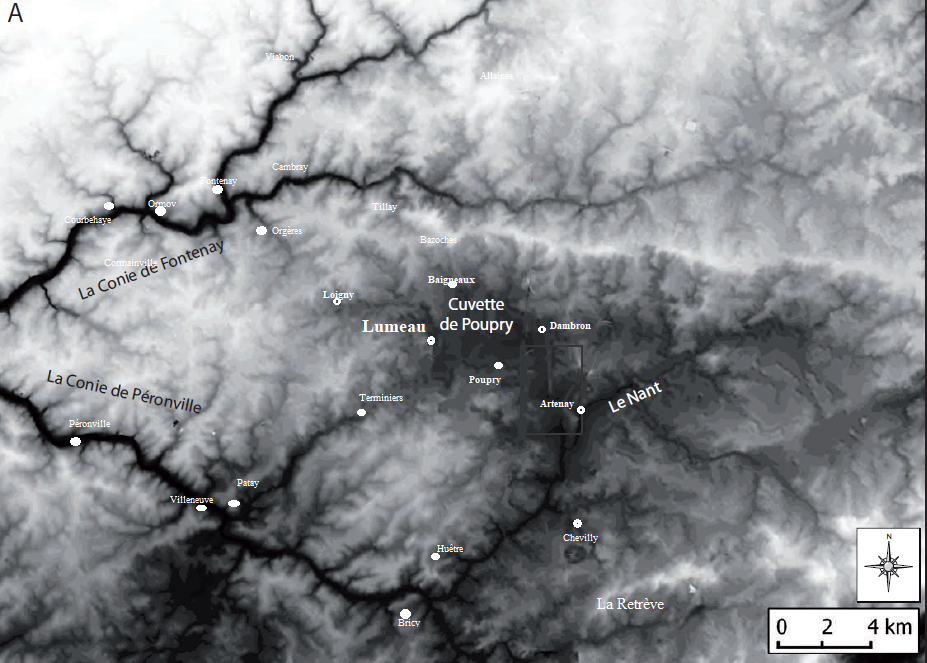
Relief du bassin versant amont de la Conie, avec Artenay à l'extrême sud-est de la bordure de la cuvette de Poupry.

D'un point de vue hydrographique, Artenay se trouve à l'est du réseau hydrographique fossile des assecs de la rivière Conie, dont la cuvette marnière de Poupry constitue un point amont. La vallée sèche du Nant se trouve du nord-est au sud-ouest d'Artenay. Aucun cours d'eau permanent n'est donc répertorié sur la commune.

### Climat
Pour des articles plus généraux, voir Climat du Centre-Val de Loire et Climat du Loiret.
En 2010, le climat de la commune est de type climat océanique dégradé des plaines du Centre et du Nord, selon une étude du CNRS s'appuyant sur une série de données couvrant la période 1971-2000. En 2020, Météo-France publie une typologie des climats de la France métropolitaine dans laquelle la commune est exposée à un climat océanique altéré et est dans la région climatique Moyenne vallée de la Loire, caractérisée par une bonne insolation (1 850 h/an) et un été peu pluvieux.
Pour la période 1971-2000, la température annuelle moyenne est de 10,7 °C, avec une amplitude thermique annuelle de 15,2 °C. Le cumul annuel moyen de précipitations est de 653 mm, avec 10,5 jours de précipitations en janvier et 7,3 jours en juillet. Pour la période 1991-2020, la température moyenne annuelle observée sur la station météorologique de Météo-France la plus proche, sur la commune de Trinay à 6 km à vol d'oiseau, est de 11,4 °C et le cumul annuel moyen de précipitations est de 645,3 mm,. Pour l'avenir, les paramètres climatiques de la commune estimés pour 2050 selon différents scénarios d'émission de gaz à effet de serre sont consultables sur un site dédié publié par Météo-France en novembre 2022.

### Milieux naturels et biodiversité
L’inventaire des zones naturelles d'intérêt écologique, faunistique et floristique (ZNIEFF) a pour objectif de réaliser une couverture des zones les plus intéressantes sur le plan écologique, essentiellement dans la perspective d’améliorer la connaissance du patrimoine naturel national et de fournir aux différents décideurs un outil d’aide à la prise en compte de l’environnement dans l’aménagement du territoire. Le territoire communal d'Artenay ne comprend pas de ZNIEFF.

## Urbanisme

### Typologie
Au 1er janvier 2024, Artenay est catégorisée bourg rural, selon la nouvelle grille communale de densité à sept niveaux définie par l'Insee en 2022.
Elle est située hors unité urbaine. Par ailleurs la commune fait partie de l'aire d'attraction d'Orléans, dont elle est une commune de la couronne,. Cette aire, qui regroupe 136 communes, est catégorisée dans les aires de 200 000 à moins de 700 000 habitants,.

### Occupation des sols
L'occupation des sols de la commune, telle qu'elle ressort de la base de données européenne d’occupation biophysique des sols Corine Land Cover (CLC), est marquée par l'importance des territoires agricoles (88,5 % en 2018), en diminution par rapport à 1990 (93,3 %). La répartition détaillée en 2018 est la suivante :
terres arables (88,5 %), zones industrielles ou commerciales et réseaux de communication (7,7 %), zones urbanisées (3,8 %).

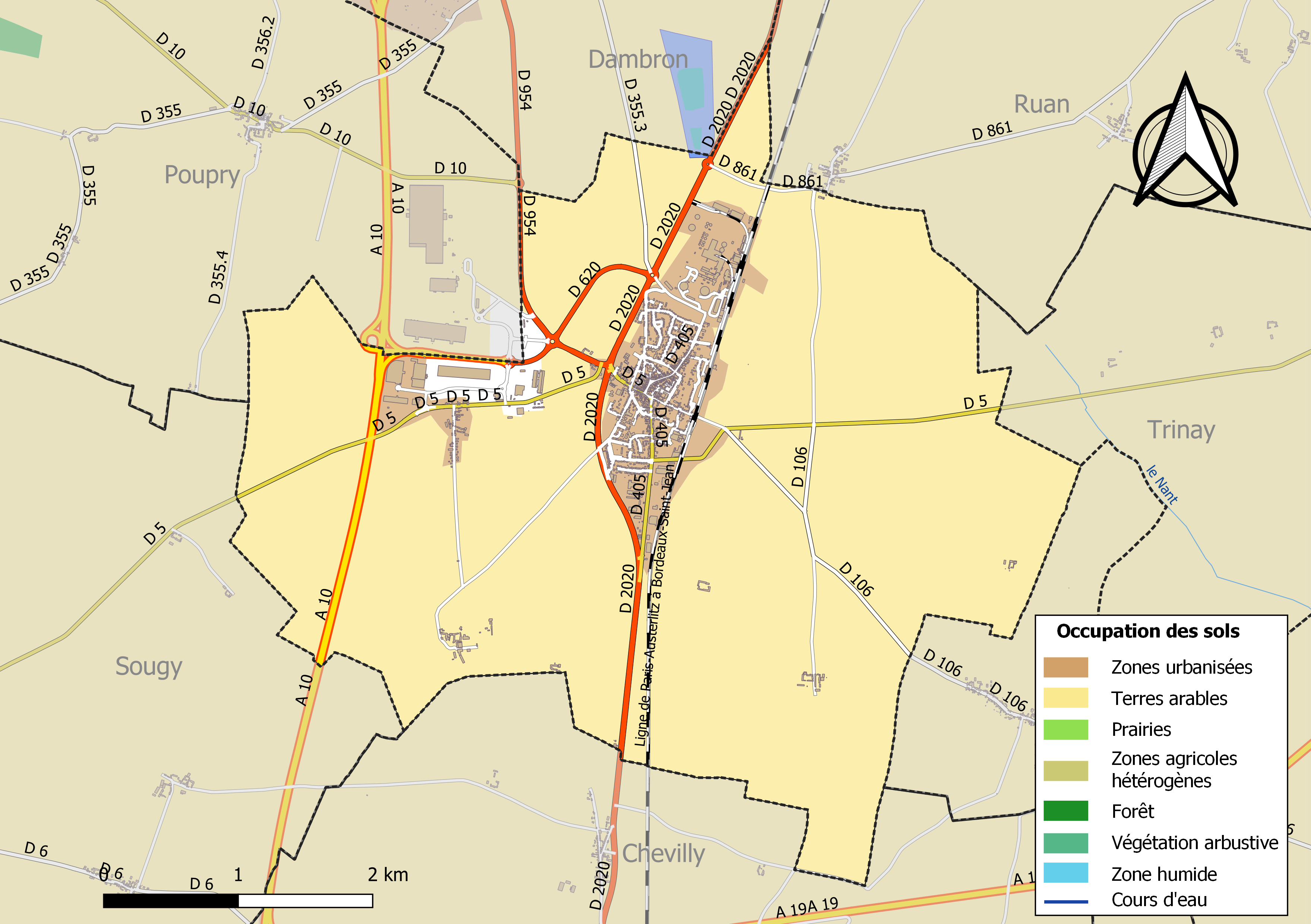
Carte des infrastructures et de l'occupation des sols en 2018 (CLC) de la commune.
Carte orthophotogrammétrique de la commune.

### Planification

#### Plan local d'urbanisme
La commune prescrit l'élaboration d'un plan d'occupation des sols en octobre 1974. Le document est approuvé en septembre 1991 puis révisé en mars 1985 puis en juin 1990 et en janvier 1999.
La loi relative à la solidarité et au renouvellement urbains du 13 décembre 2000, dite loi SRU, complétée par la loi urbanisme et habitat du 2 juillet 2003, marque une évolution de la planification urbaine en créant notamment les plans locaux d’urbanisme (PLU), vecteurs de projets de territoire, appelés à se substituer progressivement aux plans d’occupation des sols. Le PLU contient deux éléments nouveaux par rapport au POS : le plan d'aménagement et de développement durable (PADD), qui exprime le projet de la ville par des orientations générales en matière d'urbanisme, de développement, d'équipement et de préservation de l'environnement et les orientations d'aménagement et de programmation (OAP) qui correspondent à des zooms qui peuvent porter sur des quartiers ou secteurs à mettre en valeur, réhabiliter, restructurer ou aménager, ou sur l'aménagement d'un espace public, etc. Dans ce cadre le conseil municipal prescrit la révision du Plan
d’occupation des sols et sa transformation en plan local d'urbanisme le 9 mars 2004. Après une première enquête publique qui se déroule en mars 2008 puis une deuxième en juillet 2009, le document est approuvé le 16 décembre 2009,.

#### SCoT du Pays Loire Beauce
La commune est membre du Pays Loire Beauce, qui regroupe 38 communes. En 2012 les Pays Forêt d'Orléans Val de Loire, Loire Beauce et Sologne Val-sud sont les seuls territoires du département du Loiret ne disposant pas de schéma de cohérence territoriale (SCoT). Compte tenu de l'intérêt de cet outil pour l'avenir des territoires, les élus de ces pays décident d'engager une démarche commune d'élaboration de SCoT. Le comité syndical du Pays Loire Beauce se prononce majoritairement en janvier 2013 pour prendre la compétence  « Elaboration, gestion et suivi du Schéma de Cohérence Territoriale » dans ses statuts. Le périmètre de SCoT à l'échelle des 38 communes composant le Pays Loire Beauce est arrêté par le Comité Syndical le 26 juin 2013. Les trois SCoT sont lancés officiellement et simultanément à La Ferté-Saint-Aubin le 21 juin 2014, l'assistance à maîtrise d'ouvrage étant confiée à un seul bureau d'études. Après étude et concertation de 2014 à 2017, le document doit être approuvé en 2018.

### Voies de communication et transports

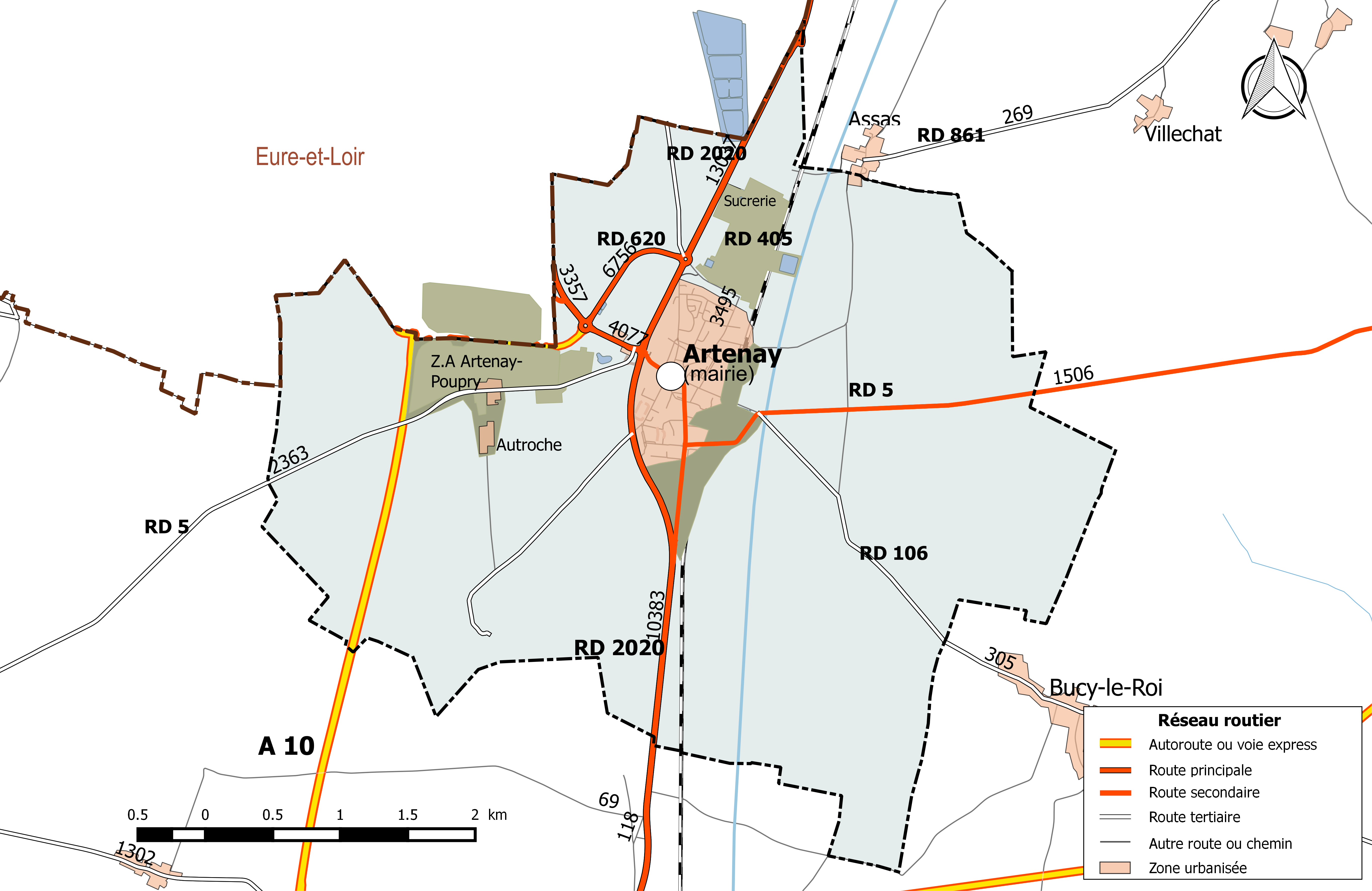
Réseau routier principal de la commune de Artenay (avec indication du trafic routier 2014). En 2016 une prolongation de la RD 861 est construite au nord de la sucrerie et la RD 405, déclassée et cédée à la sucrerie, disparait du réseau des routes départementales.

#### Infrastructures routières
La commune est traversée par l'autoroute A10 et cinq routes départementales : la RD 2020, la RD 5, la RD 106, la RD 620 et la RD 861.
L'autoroute A10, dite « L'Aquitaine », relie Paris à Bordeaux (au niveau de sa rocade) via Orléans, Tours, Poitiers et Niort. Elle traverse la partie ouest de la commune. Si la route d'accès à l'échangeur d'Artenay qui constitue la sortie no 13 est sur le territoire communal, l'échangeur proprement dit est situé en Eure-et-Loir.
La RD 2020 traverse la commune du nord au sud et longe le bourg sur son flanc ouest. Il s'agit de l'ancienne Route nationale 20, transférée au département du Loiret par arrêté préfectoral du 22 décembre 2005, consécutivement au décret du 5 décembre 2005 qui définit la nouvelle consistance du réseau routier national et qui prévoit de maintenir dans le réseau routier national que la partie la plus méridionale de la route, entre le débouché de l'A66 et l'Espagne. Cet axe supporte en 2014 un trafic de 13 033 véhicules/jour au nord de l'agglomération et de 10 383 au sud.
La RD 5 (1 506 véhicules/jour à l'est du bourg et 2 363 à l'ouest) relie Patay à Chilleurs-aux-Bois et longe la zone d'Artenay-Poupry.
La RD 106 (305 véhicules/jour) relie la commune à Saint-Lyé-la-Forêt.
La RD 620 (6 756 véhicules/jour) est une voie de raccordement de la sortie de l'autoroute A10 au nord de la RD 2020.
La RD 405 (3 495 véhicules/jour en 2014) raccordait le centre-bourg au hameau d'Assas et à la RD 2020. Jusqu'en 2016 cette route traversait la sucrerie d'Artenay et exposait ainsi ses usagers à un risque majeur en cas d'accident à la sucrerie. Après plusieurs années d'échanges avec le propriétaire de la sucrerie, le département décide en 2008 de céder cette portion de route à la sucrerie. Une enquête publique a lieu en 2009 et met en évidence la nécessité de construire un giratoire au nord de la sucrerie et la prolongation de la RD 861 jusqu'à la RD 2020 ainsi qu'un franchissement de la voie ferrée reliant Paris à Orléans. Une nouvelle enquête publique sur ce nouveau projet a lieu en avril 2012. Les travaux, d'un coût de 2,1 millions d'euros sont engagés en septembre 2015 et se terminent en avril 2016. Après mise en service, l'assiette de la RD 405 est déclassée, cédée à la sucrerie et réaffectée à la circulation interne du site.
Complétant ces voies, la commune est sillonnée de plusieurs voies communales et chemins ruraux  desservant ses fermes et hameaux et les bourgs environnants.

#### Transports en commun routiers
En 2016, Artenay est desservie par la ligne régulière no 21 du réseau d'autocars interurbains Rémi qui relie Bazoches-les-Gallerandes - Aschères-le-Marché - Artenay - Orléans. Des correspondances SNCF sont assurées à la gare d'Orléans, TAO à l'arrêt Gare d'Orléans et Rémi à la Gare routière d'Orléans.

#### Infrastructures ferroviaires
La commune est traversée par la ligne de Paris-Austerlitz à Bordeaux-Saint-Jean et la ligne Paris-Austerlitz-Orléans-Limoge-Toulouse, unes des grandes lignes de chemin de fer radiales françaises partant de Paris en direction du Sud-Ouest du pays. La gare d'Artenay est desservie par des trains TER Centre-Val de Loire circulant entre Paris-Austerlitz et Orléans

### Risques naturels et technologiques majeurs
La commune est vulnérable aux risques majeurs suivants : risque industriel, mouvement de terrain, risque sismique (très faible), transport de matières dangereuses, risques climatiques.

#### Risque industriel
La commune d’Artenay accueille deux entreprises classées au titre des installations classées pour la protection de l'environnement, soumises à autorisation avec servitude d’utilité publique (classement SEVESO seuil haut). Seules deux autres communes du département du Loiret ont cette spécificité : Orléans et Saint-Cyr-en-Val.
L’entreprise Norbert Dentressangle exploite deux établissements sur le site de la ZAC du Moulin, relativement éloignée du bourg : l’établissement de ND Logistics Artenay 1&2 d'une superficie de 17 970 m2 sur un terrain de 36 800 m2, destiné au stockage de liquides inflammables, d’aérosols et de produits dangereux pour l’environnement, classé Seveso seuil haut, et l'établissement de ND Logistics Artenay 3, destiné au stockage de matières combustibles courante, ne relevant pas du même classement. Le périmètre d’intervention établi par le plan particulier d'intervention résulte de l'enveloppe des effets thermiques et toxiques liée aux fumées incendie ou stockage de produits phytosanitaires déterminée à partir d'une distance de 100 mètres des murs extérieurs du bâtiment. Il englobe la gare de péage de sortie-entrée de l’autoroute A10.
La sucrerie d'Artenay, un des sites du groupe Tereos, un groupe coopératif sucrier français de dimension internationale, est située au nord de l'agglomération artenaysienne et relève du régime des ICPE du fait de la présence d’un important dépôt d’alcool et de stockage de produits dangereux. Situé près du bourg et d’importantes voies de circulation, les enjeux humains et bâtis sont nombreux. Le périmètre d’intervention établi par le plan particulier d'intervention résulte de l'enveloppe des effets de surpression, thermiques et toxiques et en particulier du cas de détonation des engrais ammonitrates. Il est défini par un cercle de 1400 m autour de l’établissement avec des excroissances. La traversée de l'usine par la route départementale 405 posait de ce fait un problème majeur de sécurité depuis des années. Après de multiples tergiversations, le problème est résolu en 2016 par la construction par la prolongation de la RD 861 au nord du site et le déclassement de la RD 405.
La loi 2003-699 du 30 juillet 2003 relative à la prévention des risques technologiques et naturels et à la réparation des dommages prévoit la mise en place des Plans de prévention des risques technologiques (PPRT) pour les établissements industriels soumis à la directive Seveso et à autorisation avec servitudes au titre de la législation des installations classées pour la protection de l’environnement. Le PPRT autour des entrepôts ND Logistics, prescrit par arrêté préfectoral du 3 mai 2012, a été approuvé le 2 juillet 2013. Celui relatif à l’entreprise Tereos a été prescrit le 12 octobre 2009 et approuvé le 17
décembre 2013.

#### Risque mouvements de terrains
Le risque de mouvements de terrain consécutifs à la sécheresse est dû à des phases de retrait-gonflement des argiles pouvant fragiliser les fondations des bâtiments. La commune comporte deux zones d’aléa fort : une bande impliquant une grande partie du bourg et s’étendant au nord et une zone au sud-ouest de la commune, à l’ouest du hameau d’Autroche.
Une autre cause des effondrements de terrain est la présence de cavités souterraines d’origine naturelle du fait d’un sous-sol karstique ou anthropique. Une dizaine de cavités est recensée sur la commune.

#### Risque sismique
Artenay est située en zone de sismicité très faible, soit de niveau 1 sur une échelle de 1 à 5 comme l’ensemble du département du  Loiret. Le séisme le plus important dont l’épicentre est situé dans le Loiret s’est produit le 3 octobre 1933 et a été ressenti à Artenay.

#### Transport de matières dangereuses
Le risque TMD peut survenir en tout point de la commune (par exemple lors du ravitaillement d’une citerne de gaz d’un particulier) mais certains itinéraires sont plus exposés. Pour la route il s’agit de l’A10, la RD 2020, la RD 2154, la RD 5, la RD 10, la RD 106, la RD 405 et la RD 861. Les autres réseaux vulnérables sont la voie ferrée Paris-Orléans, les canalisations de transport de gaz naturel, la canalisation de transport d’hydrocarbures.

## Toponymie
Du gallo-romain artinus (ours), Artenacus, Arthenaco, Artenao, Arthanai, Arthenay

## Histoire

### Préhistoire et Protohistoire
Selon la page Sciences du journal Ouest-France du jeudi 24 avril 2021, l'Institut national de recherches archéologiques préventives a révélé la découverte d'un "important site gaulois" à Artenay, notamment une propriété "entourée de monumentales tranchées".

### Époque moderne
Au XVIIe siècle, lors de ses voyages, le roi Louis XIV fit plusieurs fois halte au manoir d'Auvilliers, propriété de Madame de Montespan.

### De la Révolution française au second Empire

#### Cahiers de doléances
En 1768, le bourg comptait 257 feux. La paroisse compte sept hameaux : Autroche, le Moulin Brûlé, la Grange, Rue Neuve, Auvilliers, Arbelle et Chichy. L'activité principale est la culture du blé, mais de nombreux métiers sont présents dans la paroisse : aubergistes, bourreliers, bouchers, charrons, épiciers, chapeliers, cordonniers, boulangers, cabaretiers, cafetiers, maçons, couvreurs, charpentiers, menuisiers, maréchaux, serruriers, maître de poste, laboureurs, tonneliers, journaliers, manœuvres, hommes de labour et chandeliers. Les chandelles fabriquées à Artenay étaient d'ailleurs préférées à celles fabriquées à Orléans pour la consommation de Paris, Versailles, etc.
L'hiver d'une rigueur exceptionnelle de 1788-1789, conjugué à la rareté du pain et à une crise qui affecte l'industrie drapière et la batellerie de Loire, provoquent un mécontentement général dans l'Orléanais.
Au niveau national, l'entrée limitée des bourgeois dans les rangs d'une noblesse de plus en plus ambitieuse sur le plan politique, et des sujets écrasés d'impôts, sont autant de raisons qui aboutissent à l'éclatement d'une crise au début de 1789, opposant le roi aux privilégiés : la noblesse et le clergé. Le Parlement de Paris, cour de justice dont les membres sont élus, mais propriétaires de leur charge, et qui prétend contrôler le pouvoir royal, refuse catégoriquement d'enregistrer de nouveaux impôts et emprunts, qui sont pourtant nécessaires pour renflouer les caisses de l'État. De ce fait, le roi de France Louis XVI convoque les États généraux du royaume de France le 24 janvier 1789. Le roi y déclare : « Nous avons besoin du concours de nos fidèles sujets pour nous aider à surmonter toutes les difficultés où nous nous trouvons, relativement à l'état de nos finances, et pour établir, suivant nos vœux, un ordre constant et invariable dans toutes les parties du gouvernement qui intéressent le bonheur de nos sujets et la prospérité de notre royaume. ». Le règlement annexé à la déclaration précise les modalités de convocation des assemblées et la procédure pour la rédaction des cahiers de doléances, ainsi que pour l'élection des députés. Dans les campagnes, l'assemblée de la communauté réunit tous les habitants imposables de vingt-cinq ans au moins, domiciliés sur place. Chaque paroisse rédige ainsi un cahier des membres du Tiers-État, c'est-à-dire de tous les roturiers habitant le village et élit ensuite un ou plusieurs députés qui vont ensuite au chef-lieu de bailliage (circonscription judiciaire).
La circonscription territoriale du bailliage d'Orléans, devenue circonscription électorale en vertu du règlement du 24 janvier 1789, comprend six bailliages secondaires : Beaugency, Boiscommun, Janville (Yenville), Neuville, Vitry-aux-Loges, Yèvre-le-Châtel et 169 paroisses proprement rurales, dont Artenay, ainsi que cinq villes (Orléans, Jargeau, Meung, Pithiviers, Sully). L'assemblée communautaire d'Artenay se tient le 1er mars 1789. Les députés élus sont François Gallard, Louis Jacquet et Jean Amy.
Le cahier des doléances de la paroisse d'Artenay comprend 19 revendications. Comme la plupart des paroisses, les trois principaux thèmes de revendications concernent les impôts, les privilèges et la justice. Les impôts se divisent en impôts royaux (la taille et la gabelle), impôts seigneuriaux (le cens et le champart), et impôts dus au clergé (la dîme). Artenay revendique que les droits de dîme fussent perçus d'une autre manière qu'en nature. Outre l'intérêt pour leurs terres, les habitants jugent qu'un paiement en argent peut être intéressant lorsque la monnaie se dévalue, ce qui avait été le cas au XVIIIe siècle. Artenay demande également la suppression de tous les privilèges et une simplification de la justice. Artenay se singularise par une demande particulière : que les chirurgiens (au sens actuel de médecins) de campagne soient qualifiés. Selon les habitants de la paroisse, les médecins de ville seraient plus compétents que les médecins de campagne. Il convient toutefois de rappeler à ce sujet que la forte mortalité de l'époque n'est pas tant due aux maladies qu'à la sous-alimentation chronique et aux très mauvaises conditions d'hygiène.

### Artenay de 1870 à 1945

#### Conflit franco-prussien de 1870
Le 10 octobre 1870 eut lieu à Artenay une importante bataille de la guerre franco-prussienne : l'avant-garde française, forte de 8 000 hommes et 16 canons, affronta l'armée prussienne, de 14 000 hommes et 100 canons. Les Français furent sévèrement battus et se replièrent dans la forêt d'Orléans, perdant 900 hommes tués, blessés ou faits prisonniers, tandis que les Prussiens perdaient 200 hommes.
Le 31 octobre 1908, Louis Blériot effectua sur son Blériot VIII ter la première liaison aérienne aller-retour de ville à ville entre Toury et Artenay (28 km).

#### Seconde Guerre mondiale
Artenay fut, avant le Débarquement et au début de l'été 1944, une zone de parachutage d'armes et de munitions récupérées par les résistants du réseau Turma-Vengeance (Marcel Girault, "mort en déportation").

## Politique et administration

### Découpage territorial

#### Bloc communal: commune et intercommunalités

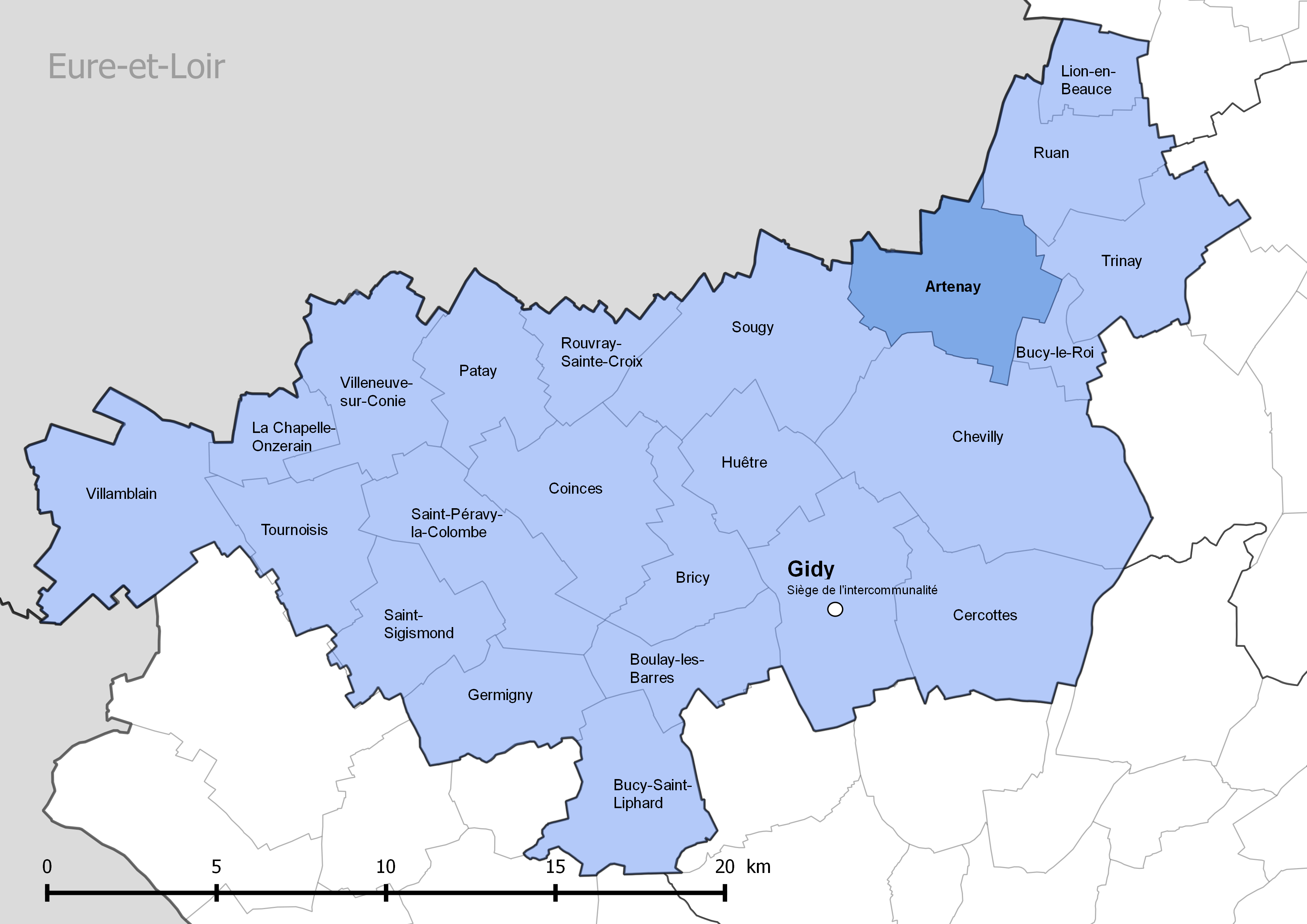
Localisation de la commune d'Artenay dans la communauté de communes de la Beauce loirétaine.

Le décret de l'Assemblée Nationale du 12 novembre 1789 décrète « il y aura une municipalité dans chaque ville, bourg, paroisse ou communauté de campagne ». Ce décret ne crée pas encore les communes, mais les municipalités, témoignant et entretenant une confusion entre l'institution et le territoire et ouvrant la porte à un nombre considérable de municipalités. Par le décret du 19 avril 1790, l'Assemblée nationale se décharge sur les administrations départementales pour faire établir les limites de ces municipalités. Une première définition de la commune, au sens actuel, est faite avec l'article 8 de la constitution du 3 septembre 1791 qui dispose que « les citoyens français, considérés sous le rapport des relations locales qui naissent de leur réunion dans les villes et dans certains arrondissements du territoire des campagnes, forment des communes ». Enfin le terme « commune », au sens de l’administration territoriale actuelle, est imposé par le décret de la Convention nationale du 10 brumaire an II (31 octobre 1793) : « La Convention nationale, sur la proposition d’un membre, décrète que toutes les dénominations de ville, bourg ou village sont supprimées et que celle de commune leur est substituée ». Ainsi la paroisse ou bourg d'Artenay devient formellement « commune d'Artenay » en 1793. Il faut toutefois attendre la loi du 5 avril 1884 sur l'organisation municipale pour qu'un régime juridique uniforme soit défini pour toutes les communes de France, point de départ de l’affirmation progressive des communes face au pouvoir central. Aucun événement de restructuration majeure du territoire, de type suppression, cession ou réception de territoire, n'a affecté la commune depuis sa création.
La commune d'Artenay n'appartient à aucune intercommunalité à fiscalité propre jusqu'en 2011 et fait partie, à cette date, des 68 communes du Loiret dites « isolées », dont les dix communes du canton d'Artenay. La commune adhère à la communauté de communes de la Beauce loirétaine lors de la création de cette intercommunalité le 26 décembre 2012. Les compétences transférées sont : la collecte et le traitement des déchets, l'assainissement non collectif, certains actions de développement et d'aménagement économique (zones d'activités), le développement et aménagement social et culturel, l'aménagement de l'espace (SCOT, PLU), la voirie, le développement touristique, le logement et l'habitat (PLH, OPAH), préfiguration des pays.
La commune appartient à d'autres établissements publics de coopération intercommunale, de type syndicats ou autres regroupements intercommunaux. Le découpage territorial de ces structures est en constante évolution dans une perspective de rationalisation et d'efficience des services.

#### Circonscriptions de rattachement
Sous l'Ancien Régime, à la veille des États généraux de 1789, la paroisse d'Artenay était rattachée sur le plan ecclésiastique au diocèse d'Orléans, sur le plan judiciaire au bailliage d'Orléans et au grenier à sel de Yenville (dénommée plus tard Janville-au-Sel, puis Janville), sur le plan militaire au gouvernement d'Orléans et sur le plan administratif à la généralité d'Orléans.
La loi du 22 décembre 1789 divise le pays en 83 départements découpés chacun en six à neuf districts eux-mêmes découpés en cantons regroupant des communes. Les districts, tout comme les départements, sont le siège d’une administration d’État et constituent à ce titre des circonscriptions administratives. La commune d'Artenay est alors incluse dans le canton d'Artenay, le district de Neuville et le département du Loiret.
La recherche d’un équilibre entre la volonté d’organiser une administration dont les cadres permettent l’exécution et le contrôle des lois d’une part, et la volonté d’accorder une certaine autonomie aux collectivités de base (paroisses, bourgs, villes) d’autre part, s’étale de 1789 à 1838. Les découpages territoriaux évoluent ensuite au gré des réformes visant à décentraliser ou recentraliser l'action de l'État. La régionalisation fonctionnelle des services de l'État (1945-1971) aboutit à la création de régions. L'acte I de la décentralisation de 1982-1983 constitue une étape importante en donnant l'autonomie aux collectivités territoriales, régions, départements et communes. L'acte II intervient en 2003-2006, puis l'acte III en 2012-2015. Parallèlement l'État se réforme périodiquement. La réforme de l’administration territoriale de l’État (RéATE), entrée en vigueur au 1er janvier 2010 et issue de la révision générale des politiques publiques (RGPP) est une des grandes réformes visant à simplifier l'organisation de l’État.
Le tableau suivant présente les rattachements, au niveau infra-départemental, de la commune d'Artenay aux différentes circonscriptions administratives et électorales ainsi que l'historique de l'évolution de leurs territoires.
| Circonscription             | Nom                | Dernière période | Type de circonscription      | Évolution du découpage territorial |
| --------------------------- | ------------------ | ---------------- | ---------------------------- | --- |
| District                    | Neuville           | 1790-1795        | Administrative               | La commune est rattachée au district de Neuville de 1790 à 1795,. La Constitution du 5 fructidor an III, appliquée à partir de vendémiaire an IV (1795) supprime les districts, rouages administratifs liés à la Terreur, mais maintient les cantons qui acquièrent dès lors plus d'importance. |
| Canton                      | Artenay            | 1790-1801        | Électorale                   | En 1790, lors de la création des cantons, districts et départements, la commune d'Artenay est rattachée au canton d'Artenay. Les cantons sont supprimés, en tant que découpage administratif, par une loi du 26 juin 1793, et ne conservent qu'un rôle électoral. Ils permettent l’élection des électeurs du second degré chargés de désigner les députés. Ils acquièrent une fonction administrative avec la disparition des districts en 1795. |
| Canton                      | Neuville-aux-Bois  | 1801-1806        | Administrative et électorale | Sous le Consulat, un redécoupage territorial visant à réduire le nombre de justices de paix ramène le nombre de cantons dans le Loiret de 59 à 31. Artenay est alors rattachée au canton de Neuville-aux-Bois par arrêté du 9 vendémiaire an X (30 septembre 1801),. |
| Canton                      | Artenay            | 1806-2015        | Administrative et électorale | En 1806, la commune est à nouveau rattachée au canton d'Artenay et y reste jusqu'en 2015. Jusqu'en 1958, les cantons hébergent une justice de paix, une perception et une brigade de gendarmerie. À partir de 1958, seules les brigades de gendarmerie s'appuient sur les découpages cantonaux. Ceux-ci servent aussi toujours d'éléments de territoires pour définir l'organisation territoriale judiciaire et pour la délimitation des circonscriptions législatives. En sus d'être des circonscriptions administratives, les cantons sont depuis leur création des circonscriptions électorales, pour l'élection des conseillers généraux jusqu'en 2015. |
| Canton                      | Meung-sur-Loire    | 2015-            | Électorale                   | La loi du 17 mai 2013 et ses décrets d'application publiés en février et mars 2014 introduisent un nouveau découpage territorial pour les élections départementales. La commune est alors rattachée au canton de Meung-sur-Loire. Depuis cette réforme, plus aucun service de l'État n'exerce sa compétence sur un territoire s'appuyant sur le nouveau découpage cantonal. Le canton a disparu en tant que circonscription administrative de l'État ; il est désormais uniquement une circonscription électorale destinée à l'élection d'un binôme de conseillers départementaux siégeant au conseil départemental.                                        |
| Arrondissement              | Orléans            | 1801-            | Administrative               | Artenay est rattachée à l'arrondissement d'Orléans depuis sa création en 1801. Les redécoupages de 1924 et 1942 n'ont pas affecté l'arrondissement d'Orléans. Le chef-lieu d'arrondissement, Orléans, est le siège de la sous-préfecture,. |
| Circonscription législative | 2e circonscription | 2010             | Électorale                   | Lors du découpage législatif de 1986, le nombre de circonscriptions passe de 4 à 5. Un nouveau redécoupage intervient en 2010 avec la loi du 23 février 2010. En attribuant un siège de député « par tranche » de 125 000 habitants, le nombre de circonscriptions par département varie désormais de 1 à 21,. Dans le Loiret, le nombre de circonscriptions passe de cinq à six. La réforme n'affecte pas Artenay qui reste rattachée à la deuxième circonscription. |

#### Collectivités de rattachement
La commune d'Artenay est rattachée sur le plan administratif au département du Loiret depuis sa création en 1790 et à la région Centre-Val de Loire, créée dans les années 1960-1970 dans le cadre du mouvement de décentralisation sous le nom de Région Centre puis renommée Centre-Val de Loire à la suite de la loi du 16 janvier 2015, à la fois circonscriptions administratives de l'État et collectivités territoriales.

### Politique et administration municipale

#### Conseil municipal et maire
Depuis les élections municipales de 2014, le conseil municipal d’Artenay, commune de plus de 1 000 habitants, est élu au scrutin proportionnel de liste à deux tours (sans aucune modification possible de la liste), pour un mandat de six ans renouvelable. Il est composé de 19 membres.
L'exécutif communal est constitué par le maire, élu par le conseil municipal parmi ses membres, pour un mandat de six ans, c'est-à-dire pour la durée du mandat du conseil.
| Période                                  | Période                     | Identité             | Étiquette | Qualité |
| ---------------------------------------- | --------------------------- | -------------------- | --------- | --- |
| Les données manquantes sont à compléter. |                             |                      |           | |
| ?                                        | 1971                        | Jean-Claude Aldebert | FGDS-PS   | Conseiller général du canton d'Artenay (1961-1971) |
| 1971                                     | 1978                        | Roger Lacombe        | DVD       | Médecin, conseiller général du canton d'Artenay (1971-1979) |
| 23 janvier 1978                          | mars 2001                   | José Cardona         | DVG       | Agriculteur retraité, conseiller général du canton d'Artenay (1979-1998) |
| mars 2001                                | mars 2008                   | Bernard Chevolot     | DVG       | Médecin généraliste |
| mars 2008                                | mars 2020                   | Pascal Gudin         | DVD       | Agent statisticien, conseiller général du canton d'Artenay (2011-2015) puis conseiller départemental du canton de Meung-sur-Loire depuis 2015                                                                   |
| mars 2020                                | En cours (au 30 avril 2020) | David Jacquet        | PS        | Directeur mission locale Paris-Saclay et vice président au développement économique à la Communauté de communes de la Beauce Loirétaine, conseiller régional, rapporteur du budget [Région Centre Val de Loire] |

#### Finances communales
En 2011, la commune disposait d’un budget de 4 601 000 € dont 3 107 000 € de fonctionnement et 1 494 000 € d'investissement, en augmentation de 29 % par rapport à 2005.
Le budget de fonctionnement était financé à hauteur de 44,5 % par les impôts locaux, 12,1 % par d'autres impôts et taxes et 15,5 % par la dotation globale de fonctionnement. Ces indicateurs étaient cette même année pour les communes de la même strate, de 500 à 2 000 habitants, respectivement de 47,7 %, 10,2 % et 19,2 %.
Les taux d’imposition fixés par la commune étaient de 15,2 % pour la taxe d'habitation, de 13,9 % pour la taxe foncière sur le bâti et 38,6 % pour la taxe foncière sur le non-bâti. Les taux de la strate des communes de 500  à   2 000 habitants étaient respectivement de 18,4 %, 14,2 % et 49,1 %.
Le taux de la cotisation foncière des entreprises, qui a remplacé la taxe professionnelle en 2010, fixé par l’intercommunalité, était de 17,8 %.
La dette cumulée de la commune s’élevait au 31 décembre 2011 à 3 312 000 €, soit 1 844 € par habitant, en augmentation de 36 % par rapport à 2005. La dette moyenne par habitant de la strate des communes de 500  à   2 000 habitants s'élevait quant à elle en 2011 à 934 €.
| Année | Population | Fonctionnement   | Fonctionnement  | Fonctionnement   | Investissements    | Investissements | Autofinancement | Endettement              | Endettement                              | Fiscalité | Fiscalité | Fiscalité | Fiscalité | Fiscalité                     | Fiscalité                     | Fiscalité              |
| Année | Population | Produits (en k€) | Charges (en k€) | Résultat (en k€) | Ressources (en k€) | Emplois (en k€) | CAF (en k€)     | encours au 31/12 (en k€) | encours par habitant (en € par habitant) | TH        | TFb       | TFnb      | Tpfa      | Potentiel fiscal par habitant | Potentiel fiscal par habitant | Produits impôts locaux |
| Année | Population | Produits (en k€) | Charges (en k€) | Résultat (en k€) | Ressources (en k€) | Emplois (en k€) | CAF (en k€)     | encours au 31/12 (en k€) | encours par habitant (en € par habitant) | TH        | TFb       | TFnb      | Tpfa      | commune                       | strate                        |                        |
| --- | ---------- | ---------------- | --------------- | ---------------- | ------------------ | --------------- | --------------- | ------------------------ | ---------------------------------------- | --------- | --------- | --------- | --------- | ----------------------------- | ----------------------------- | ---------------------- |
| 2005 | 1974       | 2 761            | 2 397           | 364              | 815                | 2 372           | 258             | 2 682                    | 1 359                                    | 7,9 %     | 12,4 %    | 32,8 %    | 8,8 %     | 1 585                         | 552                           | 1770                   |
| 2006 | 1974       | 2 855            | 2 236           | 620              | 429                | 600             | 620             | 2 487                    | 1 260                                    | 7,9 %     | 12,4 %    | 32,8 %    | 8,8 %     | 1 664                         | 583                           | 1790                   |
| 2007 | 1974       | 2 847            | 2 432           | 415              | 2 170              | 971             | 415             | 2 293                    | 1 162                                    | 7,9 %     | 12,4 %    | 32,8 %    | 8,8 %     | 1 676                         | 614                           | 1789                   |
| 2008 | 1974       | 2 946            | 2 275           | 672              | 1 902              | 1 978           | 672             | 3 216                    | 1 629                                    | 8,7 %     | 13,6 %    | 36,1 %    | 8,8 %     | 2 071                         | 621                           | 1949                   |
| 2009 | 1689       | 2 947            | 2 541           | 406              | 1 119              | 641             | 422             | 3 037                    | 1 798                                    | 8,7 %     | 13,6 %    | 36,1 %    | 8,8 %     | 2 069                         | 671                           | 1915                   |
| 2010 | 1740       | 3 086            | 2 586           | 500              | 1 262              | 776             | 515             | 3 109                    | 1 787                                    | 8,9 %     | 13,9 %    | 36,8 %    | 17,8 %    | 2 034                         | 694                           | 2046                   |
| 2011 | 1796       | 3 107            | 2 424           | 683              | 1 494              | 1 762           | 698             | 3 312                    | 1 844                                    | 15,2 %    | 13,9 %    | 38,6 %    | 33,5 %    | 240                           | 0                             | 1620                   |
| Notes : CAF = Capacité d'autofinancement nette du remboursement en capital des emprunts, TH = Taux de la taxe d'habitation, TFb = taux de la taxe sur le foncier bâti, TFnb = taux de la taxe sur le foncier non bâti, Tpfa = Taxe professionnelle (fiscalité additionnelle) |            |                  |                 |                  |                    |                 |                 |                          |                                          |           |           |           |           |                               |                               |                        |

## Équipements et services

### Voirie
La commune assure l'entretien et la gestion des voies communales et des chemins ruraux. À la suite de la dernière opération de classement, la longueur totale des voies communales s’élève à 18 846 mètres en 2015. Elle construit de nouvelle voies lorsque ceci s'avère nécessaire.

### Environnement

#### Gestion des déchets
Au 31 décembre 2016, la commune est membre du SIRTOM de la région d'Artenay (SIRTOMRA). Celui-ci assure la collecte et le traitement des ordures ménagères résiduelles en porte à porte, des emballages ménagers recyclables en porte à porte ou en points d’apport volontaire, du verre en points d’apport volontaire et des papiers en points d’apport volontaire. Un réseau de quatre déchèteries, dont une est située sur le territoire communal, accueille les encombrants et autres déchets spécifiques (déchets verts, déchets dangereux, gravats, ferraille, cartons…).
L'élimination et la valorisation énergétique des déchets est effectuée dans l'outil de traitement appelé BEGEVAL, installé à Pithiviers et géré par le syndicat de traitement Beauce Gâtinais Valorisation (BGV) qui regroupe le territoire des trois syndicats de collecte : SMETOM, SITOMAP et SIRTOMRA. Cet outil est composé d’un centre de valorisation matière qui trie les emballages issus de la collecte sélective, les journaux-magazines et les cartons de déchetteries, et d’un centre de valorisation énergétique qui incinère les ordures ménagères résiduelles (OMR) et le tout-venant incinérable des déchèteries ainsi que les refus du centre de tri.
Depuis le 1er janvier 2017, la « gestion des déchets ménagers » ne fait plus partie des compétences de la commune mais est une compétence obligatoire de la communauté de communes de la Beauce loirétaine, en application de la loi NOTRe du 7 août 2015.

#### Production et distribution d'eau
Pour satisfaire les exigences de santé publique et de qualité environnementale, les communes sont tenues d’assurer l’approvisionnement, la distribution et l’assainissement de l’eau potable en application de la loi sur l'eau du 3 janvier 1992. La commune d'Artenay a confié la production d'eau à l'EPCI  « syndicat de production d'eau potable Artenay-Sougy », un syndicat très ancien créé en 1996, et assure elle-même la distribution. L'eau est pompée dans la nappe souterraine dite des calcaires d'Étampes. Le forage d'alimentation est situé sur la commune de Saint-Lyé-la-Forêt.

#### Assainissement
L'eau une fois utilisée par le particulier, l'agriculteur ou l'industriel est restituée au milieu naturel. Pour ne pas dégrader cette ressource précieuse, les eaux usées doivent être traitées avant leur rejet. Pour les eaux usées domestiques, deux grands modes de traitement sont possibles : l'assainissement collectif où les effluents, après collecte dans un réseau d'assainissement, sont traités dans une station d'épuration, et l'assainissement non collectif lorsqu’il n’existe pas de réseau d’assainissement,.
La commune d'Artenay utilise pour ce qui concerne la partie de son territoire desservie par un réseau d'assainissement collectif, un système de collecte de type séparatif relié à une station d'épuration relevant de la filière des boues activées avec séchage des boues par serre solaire. Cette station, construite par la commune en 2011 pour un montant de 2,4 millions d'euros, a une capacité nominale 5 000 équivalents-habitants et de 790 m3/jour,.
Le service public d'assainissement non collectif de la commune d'Artenay est géré par la communauté de communes de la Beauce loirétaine. Cet EPCI a recours à un exploitant (SOGEA) qui a pour missions le contrôle du neuf et de l'existant et les diagnostics en cas de vente,.

### Autorisations d'urbanisme
Dans les communes disposant d’un plan local d’urbanisme comme Artenay, le maire signe les actes d'urbanisme au nom de la commune. Bien que très rare, la délivrance des autorisations d’urbanisme par le président de la communauté est juridiquement possible. Elle relève d’une délégation prévue au code de l’urbanisme (article L. 422-3) et s’opère par délibération concordante de l'EPCI et des communes qui le souhaitent. C'est le choix qu'a fait la commune d'Artenay en 2015 en confiant l'ensemble de la procédure d’instruction des autorisations d’urbanisme au niveau service intercommunale d’instruction des autorisations d’urbanisme (SIIAU) mis en place par la Communauté de Communes de la Beauce Loirétaine. Ce service, mutualisé avec deux autres communautés de communes que sont la Communauté de communes du Val des Mauves et la communauté de communes du canton de Beaugency a pour mission d’instruire au profit des communes qui le souhaitent les demandes d’autorisation d’urbanisme qui résultent d’une réglementation d’ordre législatif (Code de l’urbanisme, Code de la construction et de l’habitation) mais aussi des prescriptions d’ordre réglementaire édictées au niveau régional (ex: SCOT) ou local (ex : PLU, carte communale, POS, etc).

### Enseignement
Les élèves et personnels enseignants de la commune sont rattachés à l'Académie d'Orléans-Tours. La commune dispose sur son territoire d'une école maternelle publique Eugénie Bonnefois accueillant en 2015 115 élèves et d'une école élémentaire Louis Blériot accueillant 184 élèves.En 2021 il y a 96 élèves dans l'école maternelle

### Santé et services d'urgence
En septembre 2015, trois médecins généralistes, un dentiste, une podologue, une psychologue et trois infirmières exercent dans le cabinet médical d'Artenay. Afin d'assurer la pérennité de l'établissement, la municipalité a décidé d'acquérir le bâtiment en 2015 pour un montant de 460 000 euros.

### Justice, sécurité et défense
Sur le plan de l’organisation juridictionnelle, les juridictions compétentes pour la commune sont le tribunal d'instance d'Orléans, le tribunal de grande instance d'Orléans, le conseil de prud'hommes d'Orléans, le tribunal de commerce d'Orléans, la cour d'appel d'Orléans, la cour administrative d'appel de Nantes, la cour d'assises du Loiret, le tribunal administratif d'Orléans, le tribunal des affaires de la Sécurité Sociale du Loiret, le tribunal des pensions d'Orléans, le tribunal paritaire des baux ruraux d'Orléans et le tribunal pour enfants d'Orléans.
Sur le plan militaire, la commune est rattachée à la base aérienne de Bricy, délégation militaire départementale, et à la zone de défense et de sécurité Ouest.

## Population et société

### Démographie
L'évolution du nombre d'habitants est connue à travers les recensements de la population effectués dans la commune depuis 1793. Pour les communes de moins de 10 000 habitants, une enquête de recensement portant sur toute la population est réalisée tous les cinq ans, les populations de référence des années intermédiaires étant quant à elles estimées par interpolation ou extrapolation. Pour la commune, le premier recensement exhaustif entrant dans le cadre du nouveau dispositif a été réalisé en 2004.

En 2022, la commune comptait 2 009 habitants, en évolution de +8,07 % par rapport à 2016 (Loiret : +1,89 %, France hors Mayotte : +2,11 %).
| 1793  | 1800  | 1806  | 1821  | 1831  | 1836  | 1841  | 1846  | 1851  |
| ----- | ----- | ----- | ----- | ----- | ----- | ----- | ----- | ----- |
| 1 140 | 1 078 | 1 124 | 1 102 | 1 104 | 1 168 | 1 128 | 1 046 | 1 130 |

| 1856  | 1861  | 1866  | 1872  | 1876  | 1881  | 1886  | 1891  | 1896  |
| ----- | ----- | ----- | ----- | ----- | ----- | ----- | ----- | ----- |
| 1 019 | 1 101 | 1 041 | 1 015 | 1 033 | 1 032 | 1 062 | 1 063 | 1 053 |

| 1901  | 1906  | 1911  | 1921  | 1926  | 1931  | 1936  | 1946  | 1954  |
| ----- | ----- | ----- | ----- | ----- | ----- | ----- | ----- | ----- |
| 1 093 | 1 151 | 1 102 | 1 077 | 1 140 | 1 164 | 1 141 | 1 177 | 1 210 |

| 1962  | 1968  | 1975  | 1982  | 1990  | 1999  | 2004  | 2006  | 2009  |
| ----- | ----- | ----- | ----- | ----- | ----- | ----- | ----- | ----- |
| 1 325 | 1 514 | 1 589 | 1 939 | 2 008 | 1 940 | 1 866 | 1 660 | 1 828 |

| 2014  | 2019  | 2022  | - | - | - | - | - | - |
| ----- | ----- | ----- | - | - | - | - | - | - |
| 1 820 | 1 951 | 2 009 | - | - | - | - | - | - |

### Manifestations culturelles et festivités
Un marché hebdomadaire se déroule le jeudi matin.

## Économie

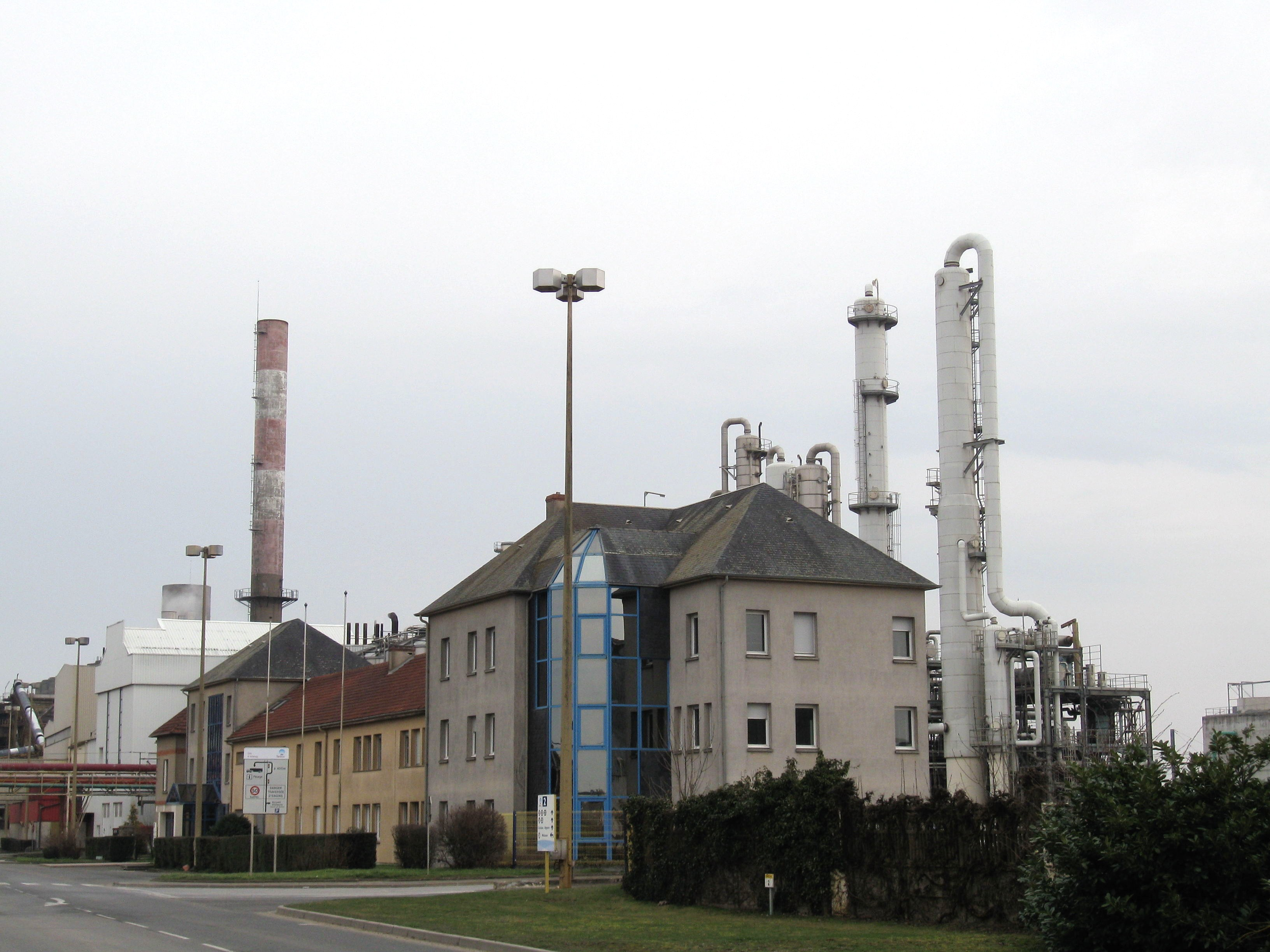
La sucrerie.

- La commune, beauceronne, reste essentiellement agricole ;
- La sucrerie fait partie du groupe Tereos, deuxième sucrier mondial en 2005. Elle produit près de 77 000 tonnes de sucre par an[131] (2013). La coopérative sucrière date de 1928 et était initialement une distillerie. La sucrerie elle-même a été créée en 1953. Elle emploie 185 personnes (2013).

## Culture locale et patrimoine

### Lieux et monuments
- L'église Saint-Victor. XIIe siècle ; XVIe siècle.

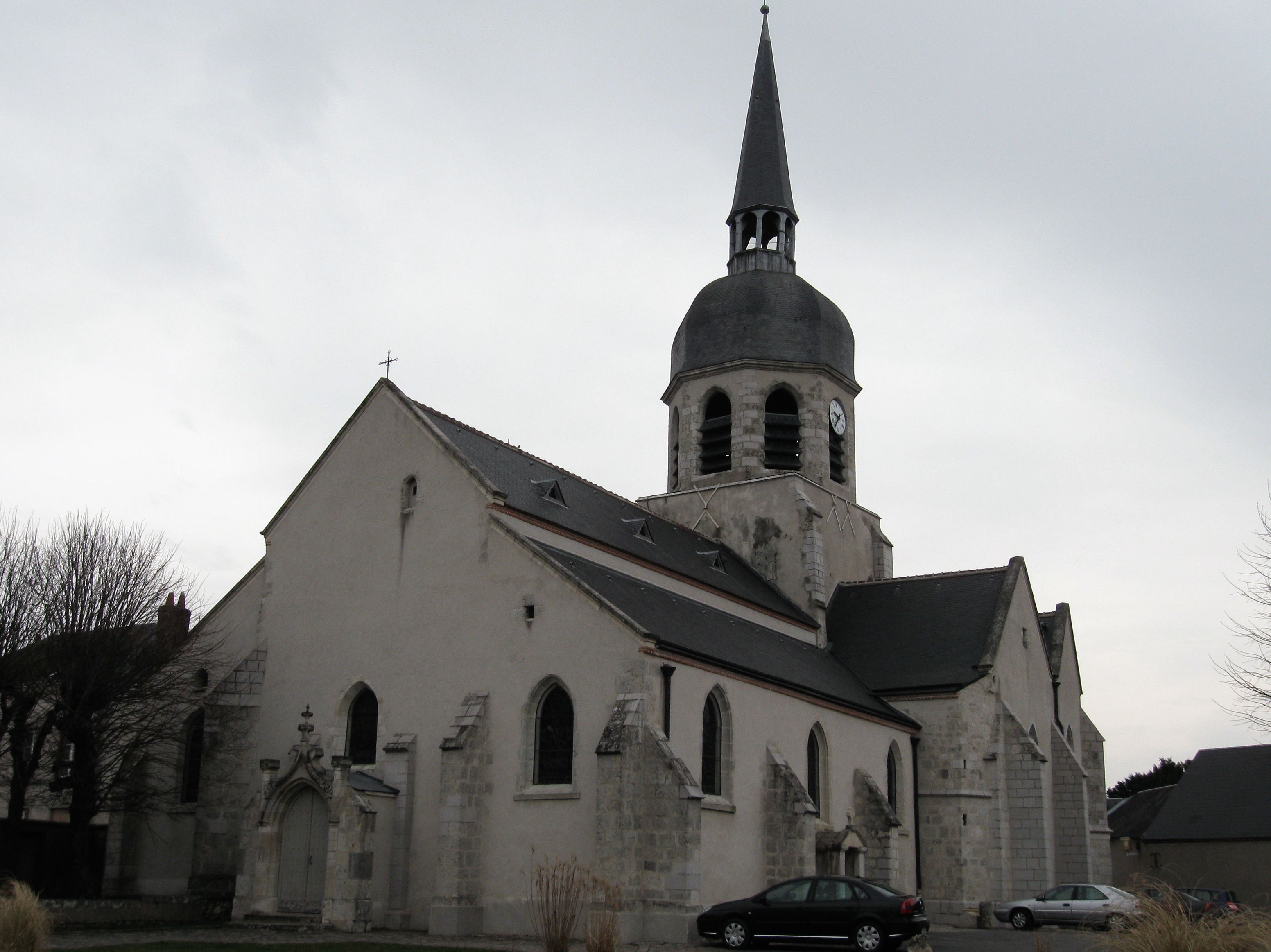
L'église Saint-Victor.

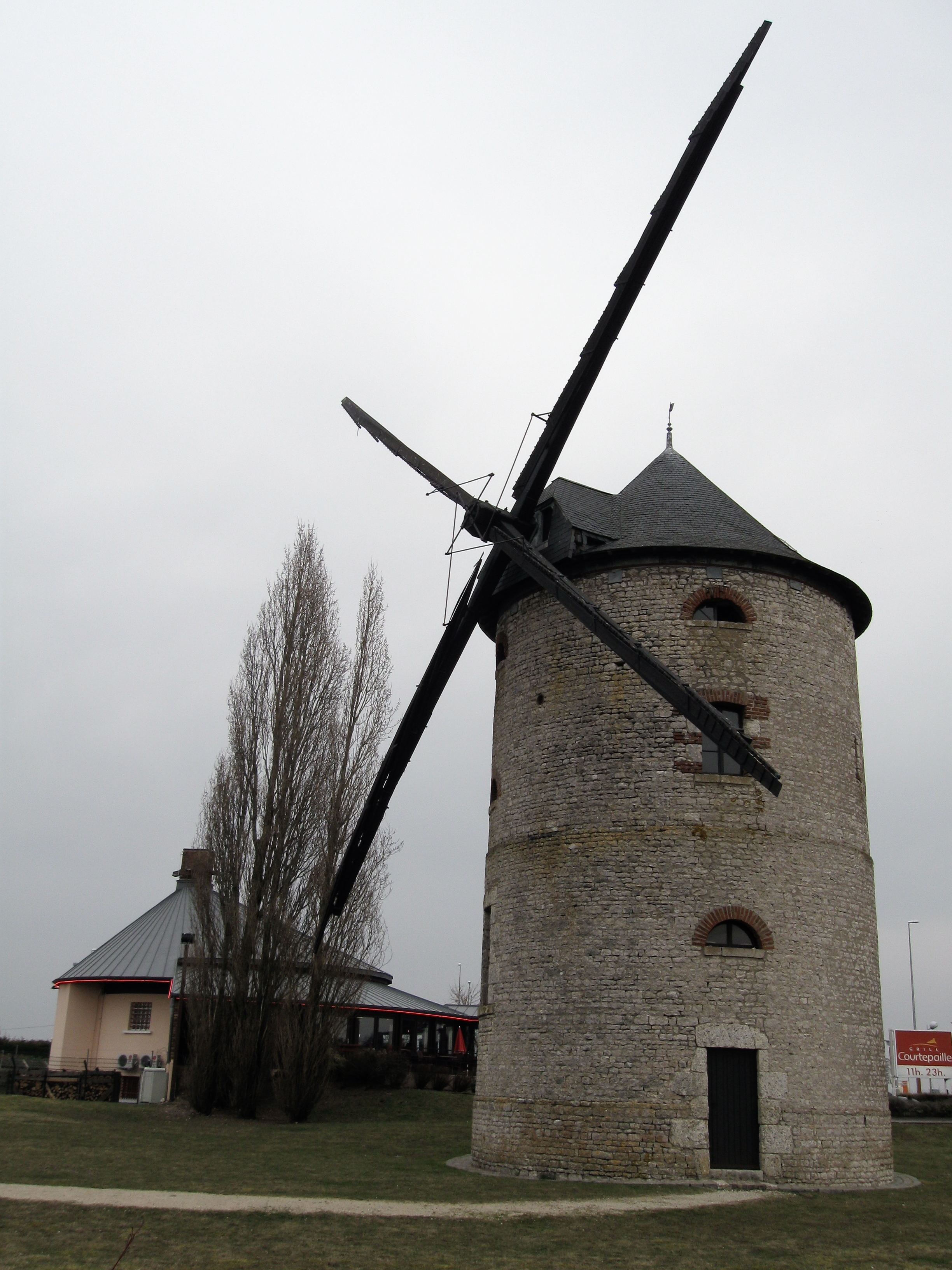
Le moulin des Muets.

- Le moulin à vent des Muets. Construit en 1848, restauré dans les années 1970. Il fonctionne encore, mais uniquement dans un but pédagogique. Le moulin est classé monument historique depuis le 24 mai 1974[132] ;
- Le manoir d'Auvilliers. XVIIe et XVIIIe siècles dont le parc a été dessiné par André Le Nôtre ;
- L'ancienne prison d'étape des XVIIIe et XIXe siècles, inscrite à l'inventaire supplémentaire des monuments historiques le 14 août 1985[133] ;
- Le viaduc de l'aérotrain.

### Équipements culturels
- Le musée du Théâtre Forain, comportant également une galerie d'archéologie. Le musée est installé dans une ancienne ferme, la « Ferme du Paradis », réaménagée par les architectes Vincen Cornu et Benoît Crépet en 1994 ;
- Musée archéologique et paléontologique ;
- L'École Municipale de Musique d'Artenay ;
- Bibliothèque municipale ;
- Le cinémobile.

### Artenay et la littérature
L'écrivain Pierre Bergounioux évoque, dans Carnet de notes, une brève pause à Artenay, le vendredi 12 avril 1985 alors qu'il rentre de la Corrèze vers Paris : « Halte à Artenay, pour nous désaltérer. On a une sensation subite, inattendue de paix, d'engourdissement dès qu'on s'écarte un peu de la nationale. Quoiqu'il soit quatre heures de l'après-midi, un vendredi, le café est animé. Des hommes — la cinquantaine — parlent haut et rient très fort. Paris, dont on sentait l'énorme attraction, sur la N20, semble soudain très loin, presque inexistant. »

### Personnalités liées à la commune
- Madame de Montespan y posséda le manoir d'Auvilliers avec des jardins dessinés par Le Nôtre ;
- Pierre Barbier (1759-1825), général des armées de la République et de l'Empire, né à Artenay, décédé à Orléans ;
- Jean-Étienne Barré, officier des armées napoléoniennes, commandant d'armes de la place d'Orléans, colonel 6e de ligne, maréchal de camp, gouverneur de la Martinique, commandeur de la Légion d’honneur, est né à Artenay en 1769 ;
- Émile Anizan, prêtre, fondateur des Fils de la Charité, est né à Artenay le 6 janvier 1853 ;
- Marcel Paul Bonnefoy (1854-1881), ingénieur des mines, mort à 27 ans au fond de la mine de Champagnac (Cantal), sorti major de l'Ecole polytechnique en 1875 juste devant Henri Poincaré
- Louis Blériot fit le premier vol entre deux villes (Toury et Artenay) en 1908 ;
- Le maréchal Maunoury est décédé à Artenay le 28 mars 1923 dans le train qui le conduisait vers sa résidence, le château d'Herbilly près de Mer (Loir-et-Cher).
- Charles Bénard (1873-1946) inventa à Artenay le « manche à balai », connu sous le nom de « cloche Bénard », qui permit un progrès notable dans le pilotage des aéroplanes et fut universellement adopté ;
- L'abbé Pierre Nollent, curé d'Artenay, fondateur de la société française d'étude des souterrains, est enterré au cimetière d'Artenay ;
- José Cardona, réfugié politique espagnol devenu maire d'Artenay, a raconté son histoire dans Le Minorquin de la Beauce[135]. Il a été également conseiller général et créateur du musée du Théâtre forain.

### Héraldique
| Blason d'Artenay | Les armes d'Artenay se blasonnent ainsi : D'azur à un mouton passant d'argent, au chef cousu de gueules chargé de trois gerbes de blé d'or. On eut aussi trouver : D'azur à la barre de gueules bordée d'argent, chargée de trois besants du même, accompagnée en chef d'un mouton passant et en pointe d'une gerbe de blé, le tout aussi d'argent. |